# Diuretici osmotici
I diuretici osmotici sono farmaci che trattengono acqua, una volta filtrati rimangono nel tubulo contorto prossimale e non permettono il recupero di H2O. Devono essere filtrati, inerti, e poco riassorbiti. I più usati sono il glicerolo, l'isosorbide, il mannitolo, l'urea, ma anche mezzi di contrasto e zucchero.

## Meccanismo diuretico
L'effetto diuretico è dovuto ad un ridotto riassorbimento di acqua nel tubulo prossimale (isosmotico); di conseguenza si ridurrebbe la concentrazione di sodio tubulare e quindi il riassorbimento di sodio a valle con riduzione dell'osmolarità. In realtà il meccanismo principale rimane in parte sconosciuto. Sicuramente questi farmaci causano una riduzione dell'iperosmolarità della midollare: il risultato è di una diuresi marcata.
I diuretici portano ad un aumento del volume plasmatico, tanto che vengono detti plasma expander, e quindi portano ad una riduzione del rilascio di renina. Accanto a questi effetti si ha estrazione di sodio, cloro e urea, washout della midollare, effetti sulla quantità di urina, effetti emodinamici renali (cambia il flusso renale ma non il tasso di filtrazione).

## Effetti non diuretici
Questi composti osmotici non solo sono diuretici ma hanno effetto anche sul volume plasmatico generale, sono quindi usati anche in altre situazioni:
Per il trattamento dell’insufficienza renale acuta;
Nelle sindromi da dialisi;
Nel glaucoma;
In caso di edema cerebrale post-traumatico.

## Tossicità
I diuretici osmotici possono talvolta portare ad insufficienza cardiaca, può comparire disidratazione e ipersostentiate, se si esagera con la terapia. Bisogna inoltre fare attenzione perché il glicerolo dà iperglicemia e l'urea può aggravare una eventuale epatopatia, quindi può far precipitare il paziente in un'encefalopatia epatica.